# Місто дівчат
«Місто дівчат» (англ. City of Girls) — роман американської письменниці Елізабет Ґілберт, виданий 2019 року; розповідає історію дівчини Вівіан у Нью-Йорку 1930—1940-х років та піднімає тему жіночої свободи та сексуальності.

## Історія
За словами авторки Елізабет Ґілберт, вона роками мріяла написати роман про розпусних дівчат, якою була сама та багато яких знала, і вона відчувала, що західному літературному канону бракує історії про жінок із активним сексуальним життям і чиє життя від цього не руйнується. Авторка протягом чотирьох років готувалася до написання роману: опитувала 90-річних жінок про їхнє сексуальне життя, вивчала театральний світ Нью-Йорка 1940-х років, зокрема в театральному відділі Нью‑Йоркської публічної бібліотеки, та читала багато романів, написаних між 1935 та 1955 роками, аби правильно передати мову того часу.
Роман презентували 4 червня 2019 року в Нью-Йорку, він вийшов у видавництві Riverhead Books.

## Сюжет
Роман починається у формі мемуарів літньої жінки, яка розповідає у листі поки невідомій читачам Анджелі про дев'ятнадцятилітню себе — Вівіан Морріс, дівчину з заможної американської сім'ї консервативних поглядів, яку щойно відрахували з престижного коледжу. Батьки відправляють доньку на Мангеттен до ексцентричної тітки Пеґ — власниці невеличкого, бідного та дуже своєрідного театру «Лілея». Її талант до шиття виявляється потрібним в театрі.
Поступово дівчина опиняється у справжньому вирі довоєнного богемного життя з усіма його барвами та блиском. Тісна дружба з розкутими актрисами, яскраві дослідження власної сексуальності, вечірки, робота над незвичними виставами, найгарніші сукні, ріки алкоголю і відчуття цілковитої свободи — те, з чого складалось життя Вівіан її першого року у Нью-Йорку. 
Один прикрий випадок повністю руйнує весь цей розкішний бурлеск, довжиною у пів книги та майже два роки життя, після чого починається «реальне» життя Вівіан, яке виявилось не менш цікавим і значно глибшим, хоч і сповнене вже не лише веселощами, а й війною та гіркими втратами. Роман охоплює життя Вівіан з 1940 по 2010 роки, поступово героїня дорослішає, разом із цим міняється і атмосфера книги. Але тема місця жінки у світі, її дослідження себе та власної сексуальної свободи супроводжує читача впродовж усього роману, довжиною в життя.

## Екранізація
У листопаді 2019 року стало відомо, що за сюжетом роману знімуть художній фільм: права на екранізацію придбала компанія Warner Bros. Продюсеркою виступить Сью Кролл, сценаристкою — Мішель Ешфорд.
|                    | Я рада бачити двох жінок на чолі цього проєкту, який повністю розповідає про жіноче життя. Я почуваюся впевнено, передаючи цю історію у руки Кролл та Ешфорд. І я не можу дочекатися. З першого дня написання роману я завжди уявляла його як фільм. І з нетерпінням чекаю, щоб побачити весь той блиск і гламур. |
| — Елізабет Ґілберт | |

## Критика
Роман був схвально прийнятий критиками. Так, оглядач із «Вашингтон пост» Рон Чарльз писав, що «Місто дівчат» — надзвичайно приємна книга, яку не завадило б мати у відпустці під час дощового тижня. За його словами, авторка роману «точно знає свій шлях у магазині вінтажних суконь, бо [у книжці] описано стільки вбрань, що замість того, аби класти її на полицю, варто повісити її в шафі». Чарльз також відзначив почуття гумору Елізабет Ґілберт: «У найкращих уривках її дотепні діалоги виблискують, як діаманти в шампанському». 
Українське видання «Vogue Ukraine» писало: «Якщо ви любите історії а-ля „Секс і місто“ – світські, смішні і гламурні, то ви напевно проковтнете „Місто дівчат“ протягом максимум двох-трьох вечорів, бо ця книжка справді як шампанське».
Редакторка «Обзервер» Стефані Меррітт назвала роман «теплим і мудрим», авторка та оглядачка «Санді таймс» Доллі Олдертон — «гламурним, сексуальним та переконливим», а Роуен Пеллінг із видання The Spectator описав роман як «виховання в любові та райдужну насолоду».

## Нагороди та номінації
| Список нагород та номінацій | Список нагород та номінацій | Список нагород та номінацій  | Список нагород та номінацій | Список нагород та номінацій |
| Рік                         | Премія                      | Категорія                    | Результат                   | Дж                          |
| --------------------------- | --------------------------- | ---------------------------- | --------------------------- | --------------------------- |
| 2019                        | Goodreads Choice Award      | «Історичний художній роман»  | Номінація                   | [ 11 ]                      |
| 2020                        | Audie Award                 | «Найкращий художній твір»    | Перемога                    | [ 12 ]                      |
| 2020                        | HWA Gold Crown              | «Найкращий історичний роман» | Номінація                   | [ 13 ]                      |
| 2020                        | LovelyBooks Leserpreis      | «Найкращий роман»            | Номінація                   | [ 14 ]                      |

## Український переклад
- Елізабет Ґілберт. Місто дівчат. Переклад з англійської: Ганна Лелів. Обкладинка: Оксана Йориш. Львів: ВСЛ, 2019. 536 стор., ISBN 978-617-679-712-8[2]